# Elsa Lindberg-Dovlette
Elsa Cecilia Maria Lindberg-Dovlette, född Lindberg 13 februari 1874 i Finska församlingen i Stockholm, död 8 oktober 1944 i Hedvig Eleonora församling i Stockholm, var en svensk författare och prinsessa av Iran. Hon var dotter till Johan Lindberg.
Lindberg-Dovlette gifte sig 1902 med den persiske prinsen Arfa Mirza Reza Khan, från 1926 Persiens minister i Stockholm och senare bosatt i Monaco. Hon har förutom ungdomsboken Ann-Lis (1901) och novellsamlingen I alla tonarter (1921) utgett skildringar från Österlandet: Kvinnor från minareternas stad (1908), Främling (1924) och Bakom stängda haremsdörrar (1931). Böckerna har även översatts till finska.